# Jules-Joseph Hennecart
Le comte Jules Joseph Hennecart est un financier français né le 3 juillet 1832 à Paris où il est mort le 21 mars 1884. Il fonde la station balnéaire de La Baule.

## Biographie
Jules-Joseph Hennecart est le fils de Jules François Hennecart. Marié en 1857 Annette de Mackau, fille du ministre et amiral Ange René Armand de Mackau et petite-fille du régent de la Banque de France Pierre Muguet de Varange, il est le beau-père du comte Henry de Bodin de Galembert, de Christian d'Aboville (fils d'Ernest d'Aboville) et du marquis Gabriel du Touchet.
Il est maire de Tournan-en-Brie de 1857 à 1878 et conseiller général de Seine-et-Marne à partir de 1867. Lors de la guerre franco-prussienne, il est emprisonné par les Prussiens pour avoir refusé de leur livrer les armes de la Garde nationale. Il reçoit la Légion d'honneur le 29 décembre 1871.
Il obtient à son profit la prorogation d'un marché de lits militaires en Algérie en 1860.
Inspecteur des chemins de fer de la ligne de Saint-Nazaire au Croisic dans lequel il a investi, il découvre, lors d'une visite sur le nouveau tronçon du chemin de fer en 1877, les dunes d'Escoublac et tombe sous le charmes du site, qu'il prend la décision d'acquérir avec son ami l'agent de change parisien Édouard Darlu (1837-1923). Il acquièrent 46 ha de dunes s’ouvrant sur 800 mètres de front de mer et créent la Société des terrains de la Bôle en 1880. Il transforme alors le lieu en station balnéaire pour des familles catholiques, créant ainsi une nouvelle ville de rien, en s'inspirant des cités impériales de Biarritz et de Deauville. 
Ultramontain, fait comte romain par le pape Pie IX, il s'oppose à l'installation de casinos à La Baule, le premier n'ouvrant qu'en 1902, vingt ans après le décès de Hennecart (sa famille quitte même La Baule en signe de protestation à la suite de l'installation du premier casino ; la comtesse Hennecart fait ainsi vendre par son gendre Christian d'Aboville l'ensemble des biens dont elle était propriétaire en 1902). La chapelle Sainte-Anne, toujours existante, est prévue dès le premier plan de la ville et est dessinée par l'architecte nantais Georges Lafont. 
La Baule bénéficie à ses débuts de l'avantage d'avoir sa gare à moins de 500 mètres de la plage (sur l'actuelle place de la Victoire). À la différence de ses voisines Pornichet ou Le Pouliguen, l'activité économique de La Baule est uniquement tournée vers le tourisme. La construction des villas y est gonflée afin de faire face à l'essor de la ville. Les familles viennent principalement de Nantes et de Paris.
Le boulevard en long du front de mer, porte son nom.